# Europa Clipper
Europa Clipper ist eine am 14. Oktober 2024 gestartete Raumsondenmission der NASA. Die Mission soll detaillierte Informationen über den Jupitermond Europa erbringen, wobei die Erforschung seiner Habitabilität im Fokus steht. Die strahlentolerante Raumsonde soll auf einem langgezogenen Orbit um Jupiter wiederholt an Europa vorbeifliegen und dabei sogenannte Flybys durchführen. Dadurch soll zum einen die Strahlungsdosis auf die Sonde verringert, sowie zum anderen eine größere Zeitspanne zur Übermittlung der Daten bei jedem Vorbeiflug ermöglicht werden, als dies bei einem Orbiter der Fall wäre. Geplant sind 49 Vorbeiflüge mit Distanzen von 2700 km bis 25 km.

## Instrumente
“This is a giant step in our search for oases that could support life in our own celestial backyard. We're confident that this versatile set of science instruments would produce exciting discoveries […] .”

„Das ist ein riesiger Schritt in unserer Suche nach Oasen, die Leben unterstützen könnten, in unseren eigenem stellaren Hinterhof. Wir sind zuversichtlich, dass dieses vielseitige Set an wissenschaftlichen Instrumenten zu aufregenden Entdeckungen führen wird […] .“

Bei der Auswahl der Instrumente war zum einen deren wissenschaftlicher Nutzen und zum anderen die Traglast des Gefährts zu berücksichtigen.
Diese vier Instrumente bilden die Basis:
- Das Spektrometer Shortwave Infrared Spectrometer (SWIRS) wird Bilder von Europas Oberflächenzusammensetzung schießen. Bei jedem der 45 geplanten An- und Abflüge auf den Mond werden zunächst niedrig-, dann hochaufgelöste Scans mit dem Spektrometer durchgeführt werden.
- Ein Ice-Penetrating Radar (IPR) Radar soll die Dicke der Eishülle ermitteln und herausfinden, ob sich darunter Gewässer befinden, wie in der Antarktis.
- Zwei weitere Instrumente sind der Topographical Imager (TI) und das Ion and Neutral Mass Spectrometer (INMS).[10]

Für weitere Instrumente, die auf der Reise Untersuchungen bewerkstelligen sollen, hatte die NASA eine Ausschreibung veranstaltet. Unter 33 Einsendungen wurden diese 9 Geräte ausgewählt:
- Plasma Instrument for Magnetic Sounding (PIMS): Dieses Instrument schafft einen Ausgleich der magnetischen Signale der Plasmaströme, die um Europa herrschen. In Verbindung mit einem Magnetometer misst es die Dicke von Europas Eishülle, die Tiefe des Ozeans und dessen Salzgehalt. Forschungsleiter für dieses Instrument ist Joe Westlake vom Applied Physics Laboratory (APL) der Johns Hopkins University in Laurel im US-Bundesstaat Maryland.[11]

- Mapping Imaging Spectrometer for Europa (MISE): Dieses Instrument ermittelt die Zusammensetzung von Europa. Es identifiziert und kartographiert die Verteilung von organischen Stoffen, Salzen, Säureanhydriden, Wasser- und Eisabschnitten und anderen Stoffen. Dadurch kann die Bewohnbarkeit von Europas Ozean bestimmt werden. Forschungsleiterin ist Diana Blaney vom NASA's Jet Propulsion Laboratory (JPL) in Pasadena im US-Bundesstaat Kalifornien.[11]

- Europa Imaging System (EIS): Die Weit- und Nahwinkelkamera dieses Instruments wird Europa mit 50 m Auflösung kartographieren. Sie wird Bilder von Europas Oberflächen mit bis zu 100 mal höherer Auflösung als bisher möglich bringen. Forschungsleiterin ist Zibi Turtle vom Applied Physics Laboratory der Johns Hopkins University in Laurel im US-Bundesstaat Maryland.[11]

- Radar for Europa Assessment and Sounding: Ocean to Near-surface (REASON): Dieser zweifrequentige Radar kann Eis durchdringen. Er soll Europas Eiskruste oberflächennah bis zum Ozean kategorisieren und versteckte Strukturen und potentielle Wasserreservoirs darin aufzeigen. Forschungsleiter ist Don Blankenship von der University of Texas in Austin im US-Bundesstaat Texas.[11]

- Europa Thermal Emission Imaging System (E-THEMIS): Dieser Wärmedetektor wird hochaufgelöste Bilder mit multispektralen Wärmeinformationen liefern. Dadurch können aktive Gebiete aufgezeigt werden, wie sie zum Beispiel bei Eruptionen von Wasserdampf auftreten. Forschungsleiter ist Philip Christensen von der Arizona State University in Tempe im US-Bundesstaat Arizona.[11]

- Mass Spectrometer for Planetary Exploration/Europa (MASPEX): Dieses Massenspektrometer wird die Zusammensetzung der Oberfläche und der Meeresböden bestimmen. Dafür misst es Europas dünne Atmosphäre und anderes Material, das ins All abgegeben wird. Forschungsleiter ist Jim Burch vom Southwest Research Institute in San Antonio im US-Bundesstaat Texas.[11]

- Ultraviolet Spectrograph/Europa (UVS): Das NASA-Hubble-Weltraumteleskop hat 2012 Wasserdampf über dem Südpol von Europa beobachten können. Wenn sich diese Beobachtung nachweisen ließe, könnten die Forscher daraus die chemische Zusammensetzung des Mondes ableiten. Dieses Instrument wendet die gleiche Technik an, wie sie auch für Hubble verwendet wurde, um eventuelle Wasserdampferuptionen auf Europas Oberfläche zu entdecken. Es wird auch kleine Dampfwolken aufdecken können und Daten über die Zusammensetzung und Dynamiken der Atmosphäre liefern. Forschungsleiter ist Kurt Retherford vom Southwest Research Institute in San Antonio im US-Bundesstaat Texas.[11]

- Surface Dust Mass Analyzer (SUDA): Dieses Instrument wird die Zusammensetzung von kleinen, festen Partikeln messen, die von Europa ausgestoßen werden. Auf oberflächennahen Flügen bietet sich so die Möglichkeit, Proben der Oberfläche und ausgestoßener Wolken zu sammeln. Forschungsleiter ist Sascha Kempf von der University of Colorado in Boulder im US-Bundesstaat Colorado.[11]

- Interior Characterization of Europa using Magnetometry (ICEMAG): Dieses sehr empfindliche Magnetometer soll mittels multifrequenter elektromagnetischer Schalllotung die Tiefe und den Salzgehalt des unterirdischen Ozeans vermessen. Forschungsleiterin war Carol Raymond vom Jet Propulsion Laboratory (JPL).[9] Aufgrund zunehmender Budgetüberschreitung und veränderter politischer Rahmenbedingungen ab 2019 brach die NASA die bereits begonnene Entwicklung dieses Instruments im März 2019 wieder ab.[12]

Unabhängig von den neun genannten Instrumenten wurde ein weiteres ausgewählt, um die technologische Entwicklung voranzutreiben:
- Space Environmental and Composition Investigation near the Europan Surface (SPECIES): Dieses Gerät ist eine Kombination von Massenspektrometer und Gaschromatographen, die für zukünftige Missionen eingesetzt werden könnte. Forschungsleiter ist Mehdi Benna vom NASAs Goddard Space Flight Center in Greenbelt im US-Bundesstaat Maryland.[9]

## Verlauf

Animation der Umlaufbahnen des Europa Clipper um die Sonne

Animation der Umlaufbahnen des Europa Clipper um den Jupiter

Die Raumsonde startete am 14. Oktober 2024 um 12:06 EDT (18:06 UTC) mit einer Falcon Heavy von SpaceX vom Kennedy Space Center aus. Ein ursprünglich angestrebter Start im Juli 2023 mit Direktflug und Ankunft am Jupiter im Januar oder April 2026 erwies sich als nicht durchführbar, da die dafür benötigte Trägerrakete SLS Block 1 Cargo nicht rechtzeitig verfügbar gewesen wäre. Stattdessen wurde entschieden, eine Falcon Heavy zu verwenden. Durch Swing-bys an Mars und Erde beträgt die Flugzeit zum Jupiter 5,5 Jahre.
Am Jupiter angekommen, soll es innerhalb von drei Monaten vier Vorbeiflüge an Ganymed geben, um sich an die Flugbahn von Europa anzunähern. Die meiste Zeit wird das Gefährt außerhalb der stärksten Strahlungsregionen des Jupiter reisen und taucht nur für kurze Momente nah an Europa heran. Um die Gefahr der Strahlung weiter zu minimieren, wurden die empfindlichsten Instrumente in einem abgeschirmten Stahlkasten untergebracht. Dieser Kasten ist von den Treibstofftanks umgeben, um die Strahlung noch weiter abzuschirmen.
Die Mission wird aus vier Segmenten bestehen. So soll möglichst viel der Oberfläche zu guten Lichtkonditionen aufgenommen werden. Bei jedem Flug werden vorher festgesetzte Beobachtungen ausgeführt werden. Beim An- und Abflug werden zunächst niedrig aufgelöste Scans mit dem Spektrometer durchgeführt werden, dann hoch aufgelöste. Beim Ein- und Austritt von 400 km wird das Radar genutzt werden.
Im Rahmen dieser Flüge werden auch die Monde Ganymed und Kallisto passiert. Dies hat jedoch keine wissenschaftliche Priorität. Wenn die geplante Anzahl von 45 Vorbeiflügen an Europa erfüllt ist, könnte eine erweiterte Mission stattfinden. Eventuell könnte das Gefährt auf Ganymed ausgerichtet werden, bevor der Treibstoff verbraucht ist oder die Elektronik durch die Strahlung zerstört worden sein wird.